# Olimpiada Nacional de Ciencias Guatemala
La Olimpiada Nacional de la Ciencia es un certamen anual auspiciado por la Universidad San Carlos de Guatemala que concentra a los mejores estudiantes de Guatemala, con el motivo de elegir a los representantes guatemaltecos para competencias internacionales: la Olimpiada Centroamericana de Física y la Olimpiada Iberoamericana de Física y Matemáticas.
En ella pueden participar estudiantes de secundaria, bachillerato y diversificado de todas las modalidades tecnológicas y propedéuticas matriculados en cualquier plantel, público o privado. Los concursantes deben pasar primero por exámenes a nivel Departamental, para conseguir a 10 representantes para que pasen a la segunda fase o nivel regional para el cual se elege uno de treinta jóvenes para que represente a cada región de Guatemala. 
Los exámenes son individuales y el jurado está integrado por la Coordinadora Nacional y por los delegados de la Universidad San Carlos de Guatemala.
Los ganadores se agrupan en bloque llamados Primero, Segundo y Tercer Lugares Nacionales, sin distinguir entre los miembros del mismo bloque. Los premios son individuales y consisten, en medallas y diplomas.

## Historia
La Olimpiada Nacional de la Ciencia, dieron inicio en 1995 en la Ciudad de Guatemala y, desde un principio, se estableció la meta de llegar a atender todos los departamentos de Guatemala, a más tardar en el año 2000. Así, ya en 1999 se instaló en Retalhuleu, luego en Jutiapa y, posteriormente, en San Marcos. Actualmente se desarrolla en la Capital, para todos los departamentos. En 2007 participaron más de 300 profesores de todo el país.
El Programa Galileo se fundamenta en una unidad didáctica que cubre tres aspectos que se interrelacionan: clase, motivación y comunidad. 
El certamen, que está dedicado a estudiantes de educación media, en la actualidad cubre todo el territorio nacional, y año con año, aumenta el número de participantes. Se cuenta con la colaboración de establecimientos educativos y profesores de ciencias, quienes seleccionan y preparan a sus alumnos para participar en la Olimpiada.
Expresados en forma breve, los objetivos generales de la Olimpiada Nacional de Ciencias son: Motivar a la juventud al estudio de la ciencia y fomentar interés por la ciencia en todos los sectores de la comunidad guatemalteca.
Adicionalmente, sus objetivos específicos son: a) Seleccionar y premiar a los estudiantes mejor preparados en el campo de la ciencia; b) Dar reconocimiento, por su esfuerzo, a estudiantes y profesores que participan; c) Promover la actualización permanente de los profesores de ciencias del nivel medio.

## Coordinación nacional
La coordinadora nacional es por parte de la Universidad San Carlos de Guatemala.
El Comité Académico de la Olimpiada Nacional de la Ciencia está integrado por los presidentes y voceros de los Centros Universitarios de la USAC

## Ediciones
Cada año, la Olimpiada tiene la misma sede la cual es la Ciudad de Guatemala. Y tiene 22 delegaciones superiores las cuales se ubican en las cebeceras departamentales, en los Centros Universitarios de La USAC, las cuales son sedes de las etapas departamental y regional.

## Materias
| Materias           | Grados                  | Nivel                  |
| ------------------ | ----------------------- | ---------------------- |
| Ciencias Naturales | 1° y 2°                 | Básico                 |
| Física Fundamental | 3°, 4°, 5° y 6°         | Básico y Diversificado |
| Matemáticas        | 1°, 2°, 3°, 4°, 5° y 6° | Básico y Diversificado |
| Biología           | 4°, 5° y 6°             | Diversificado          |
| Química            | 4°, 5° y 6°             | Diversificado          |